# 雙脊淺寄居蟹
雙脊淺寄居蟹（学名：Paragiopagurus bicarinatus），又名雙脊鞭刺寄居蟹，为擬寄居蟹科淺寄居蟹屬下的一个种。